# Étauliers
Étauliers [etolje] ist eine französische Gemeinde mit 1.598 Einwohnern (Stand: 1. Januar 2022) im Département Gironde in der Region Nouvelle-Aquitaine (vor 2016: Aquitanien). Sie gehört zum Arrondissement Blaye und zum Kanton L’Estuaire. Die Einwohner werden Étaulois genannt.

## Geographie
Étauliers liegt etwa 43 Kilometer nördlich von Bordeaux am Fluss Livenne. Umgeben wird Étauliers von den Nachbargemeinden Saint-Aubin-de-Blaye im Norden, Reignac im Osten, Cartelègue im Süden, Eyrans im Südwesten, Anglade im Südwesten und Süden sowie Braud-et-Saint-Louis im Westen und Nordwesten.
Durch die Gemeinde führt die frühere Route nationale 137 (heutige D137).

## Bevölkerungsentwicklung
| Jahr                       | 1962 | 1968 | 1975 | 1982 | 1990 | 1999 | 2007 | 2020 |
| Einwohner                  | 853  | 816  | 760  | 1513 | 1294 | 1394 | 1437 | 1470 |
| Quellen: Cassini und INSEE |      |      |      |      |      |      |      |      |

## Sehenswürdigkeiten
- Kirche Sainte-Marie-Madeleine, 1853 wiedererrichtet

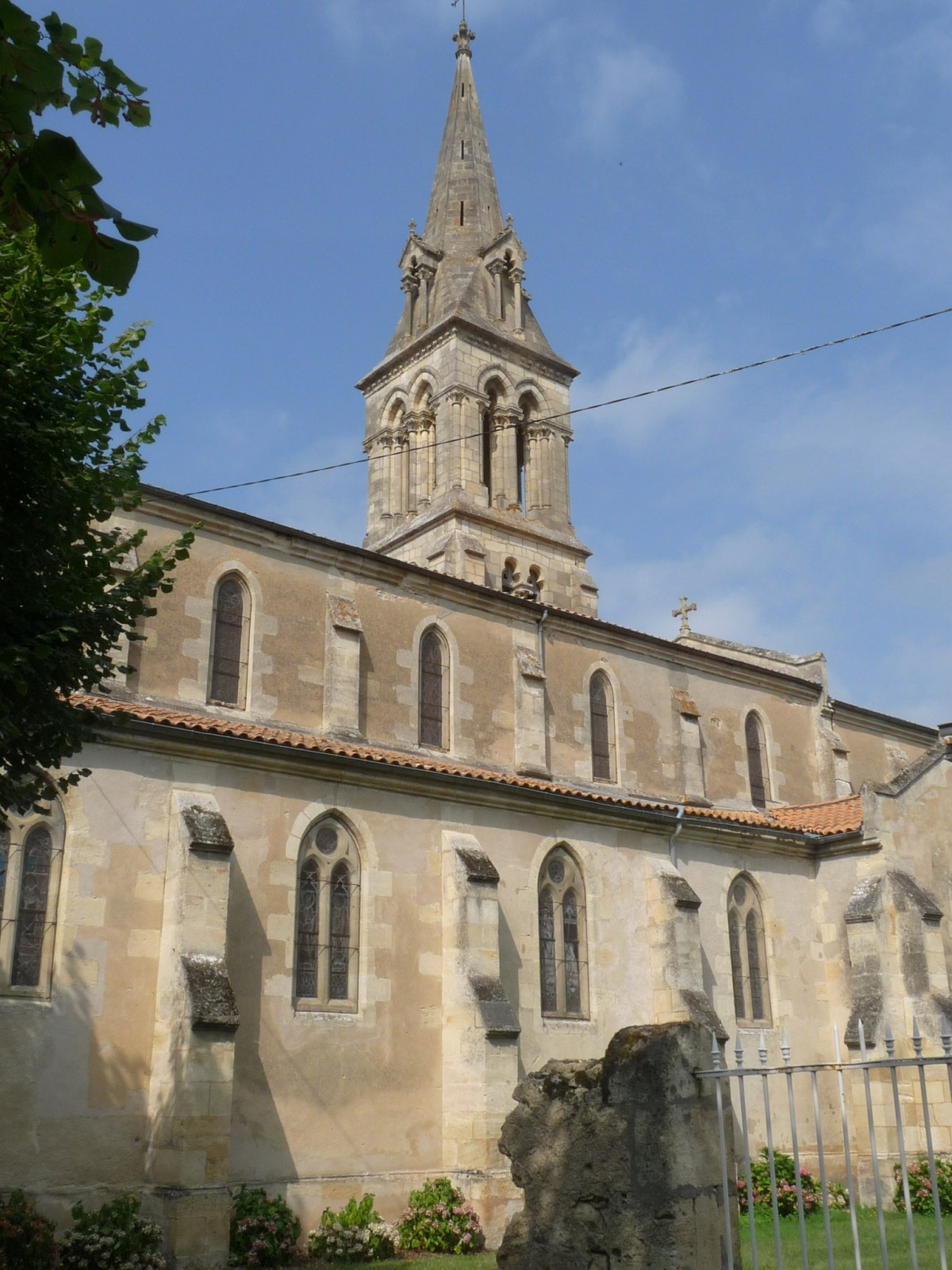
Kirche Sainte-Marie-Madeleine
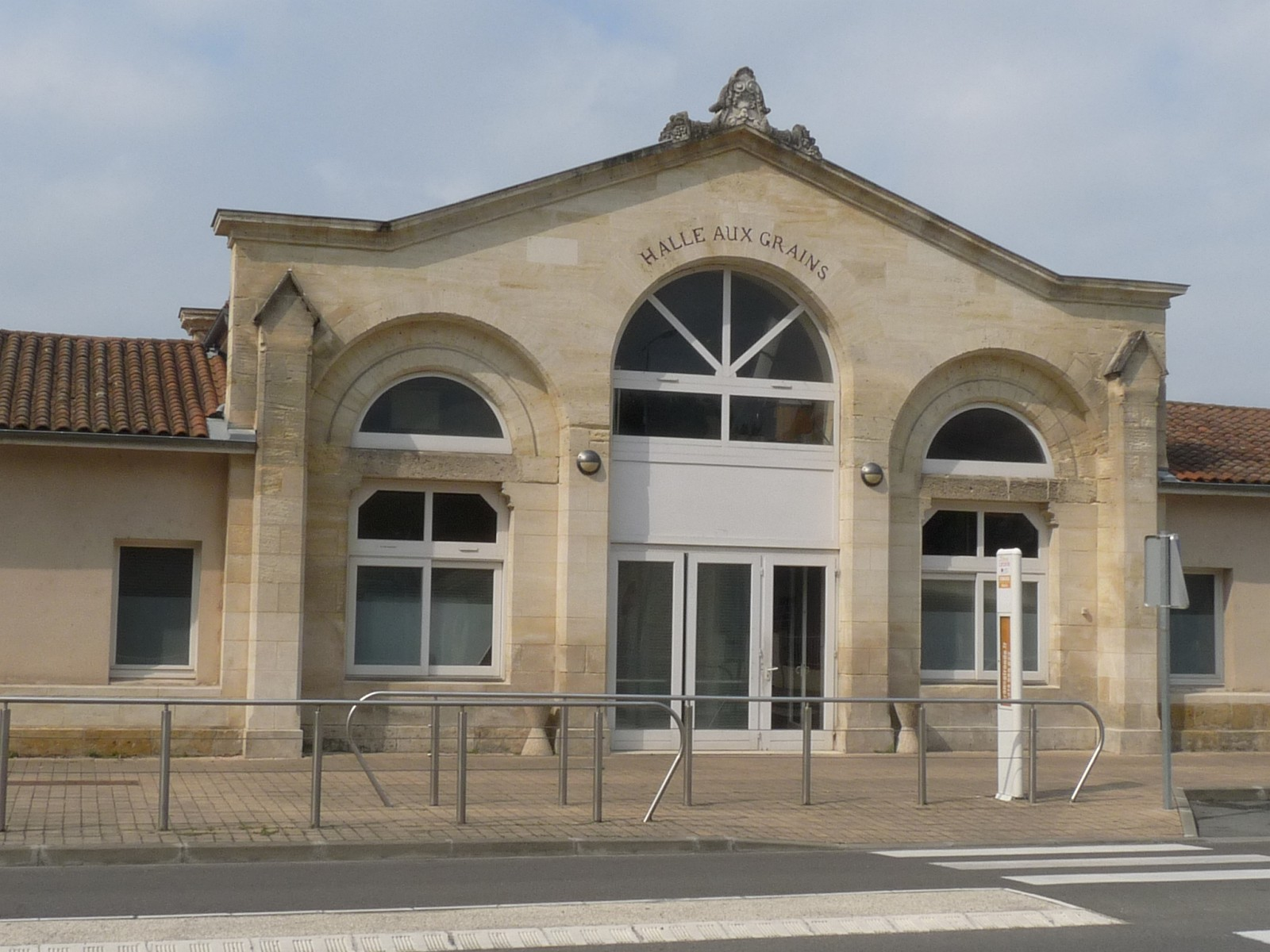
Ehemalige Getreidehalle
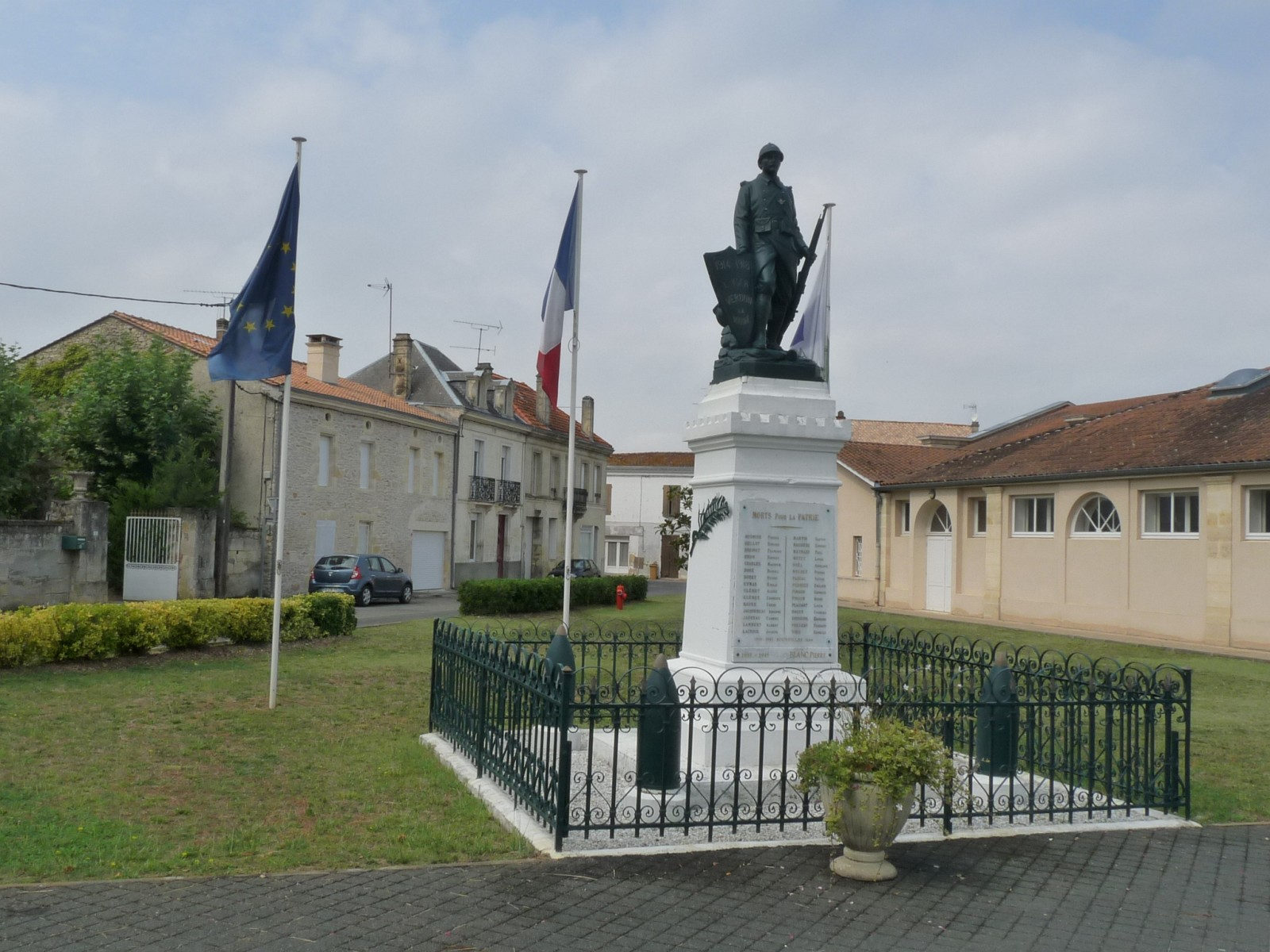
Gefallenendenkmal

## Gemeindepartnerschaft
Mit der französischen Gemeinde Plougrescant im Département Côtes-d’Armor (Bretagne) besteht seit 2012 eine Partnerschaft.